# Port lotniczy Luang Prabang
Port lotniczy Wientian-Wattay (IATA: LPQ, ICAO: VLLB) – międzynarodowy port lotniczy położony w Luang Prabang. Jest drugim co do wielkości portem lotniczym w Laosie.

## Linie lotnicze i połączenia
- Bangkok Airways (Bangkok-Suvarnabhumi)
- Lao Airlines (Bangkok-Suvarnabhumi, Chiang Mai, Udon Thani, Hanoi, Siem Reap)
- Vietnam Airlines (Hanoi, Siem Reap)